# كين (مغني)
كين هو مغني وممثل كوري جنوبي ولد في 6 أبريل 1992.